# Villa romaine
Pour les articles homonymes, voir villa (homonymie).

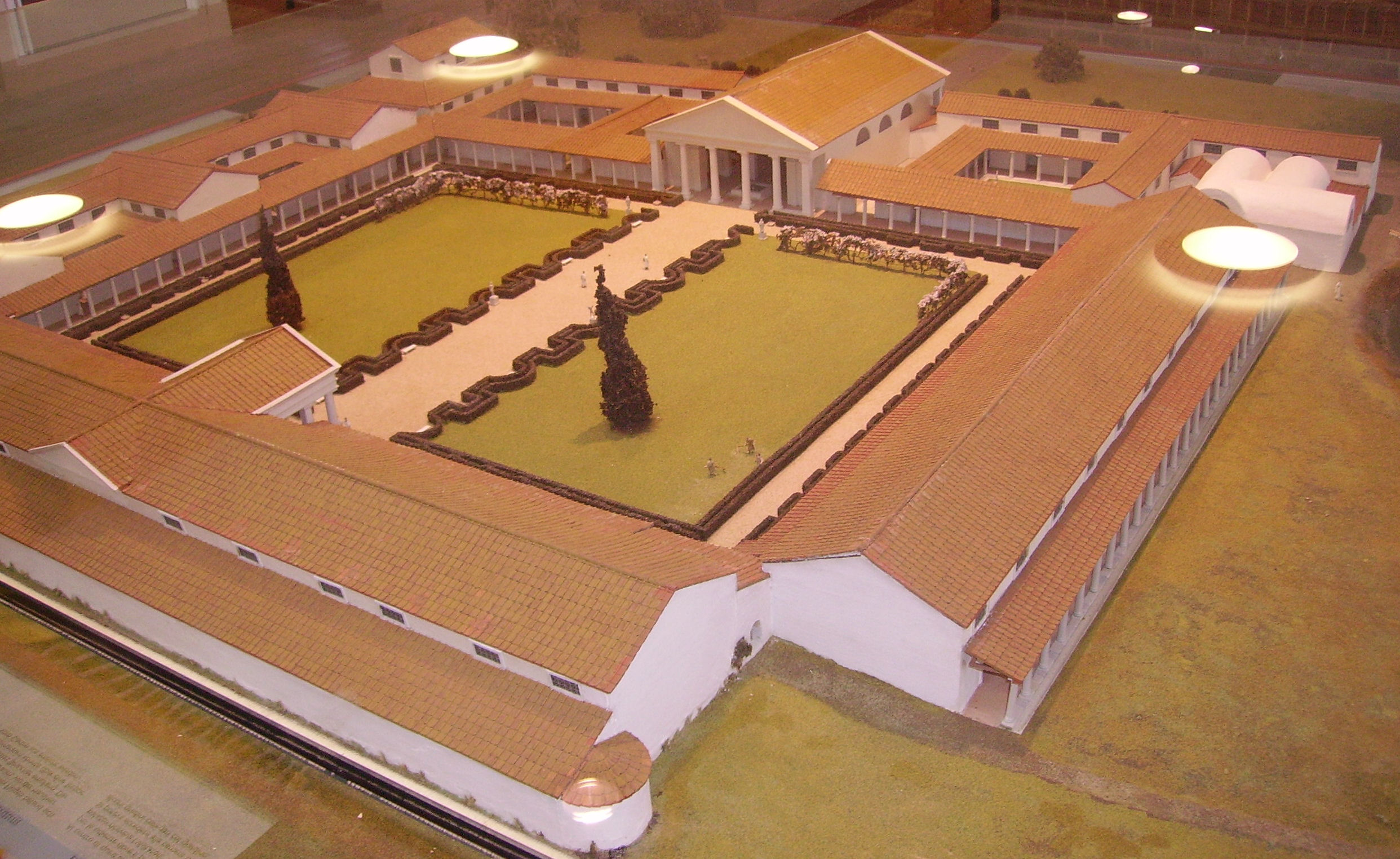
Maquette du palais romain de Fishbourne, dans le Sussex de l'Ouest.

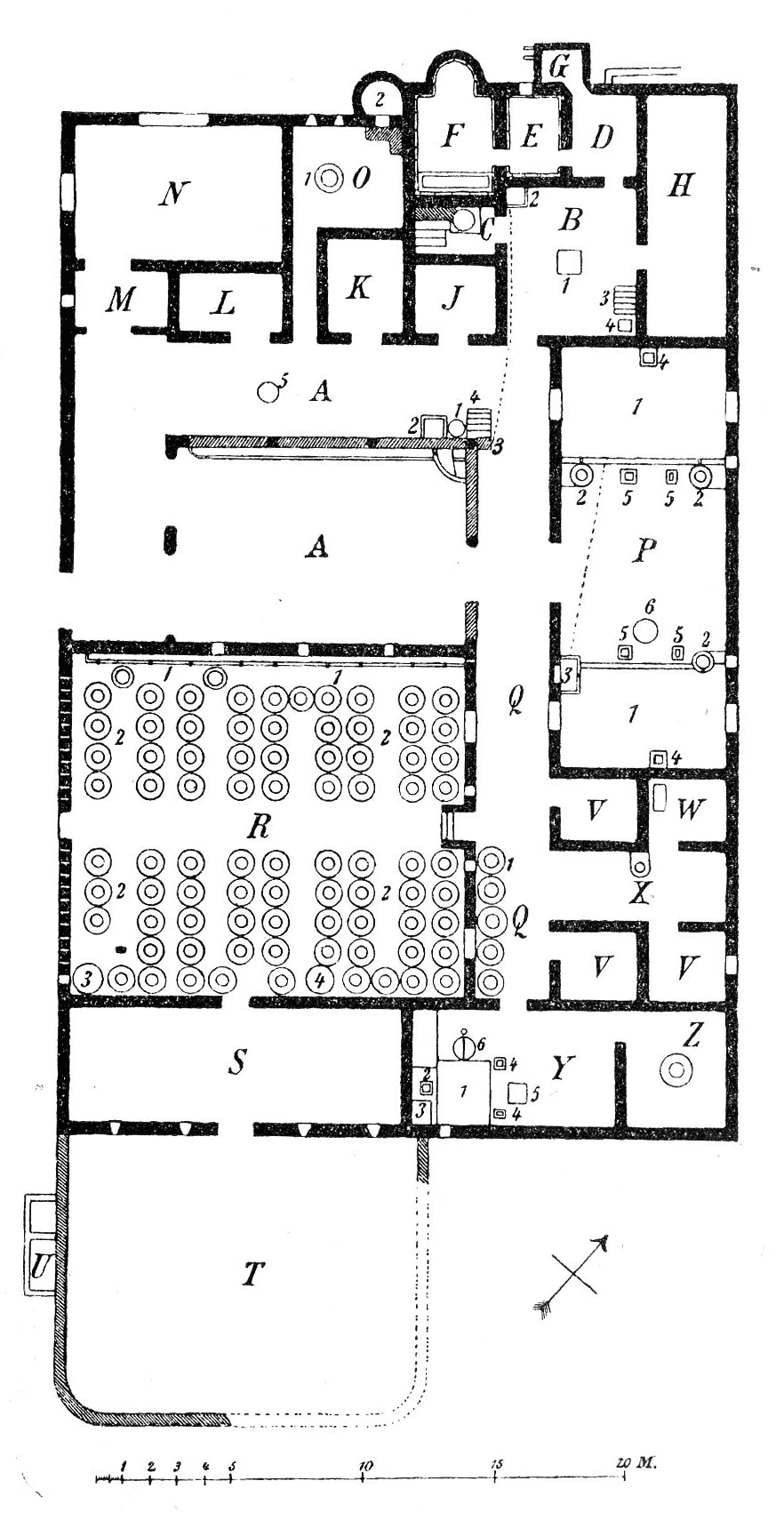
Plan de la villa de la Pisanella à Boscoreale.

Le mot latin villa désigne un domaine foncier comportant des bâtiments d'exploitation et d'habitation. À l'époque romaine, une villa était un règlement rural formé par un bâtiment résidentiel principal et une série de bâtiments secondaires. Son origine est romaine et constituait alors le centre depuis lequel on administrait une exploitation agricole. Il a postérieurement perdu ses fonctions agricoles et a été réduit à son activité résidentielle. Avec la consolidation de la grande propriété pendant l'Empire romain, la villa s'est transformée en centre des grandes exploitations agricoles.

## Postérité

### Héritage historique
La villa rustica, prise dans le sens du noyau d'un latifundium, a eu une influence structurante sur l'aménagement du territoire.
À partir du Ier siècle, la grande propriété territoriale a été divisée entre le secteur directement exploité par le seigneur et celui cédé à des colons locataires. Les villae urbaines se sont transformées en centres du pouvoir administratif des seigneurs. Ainsi apparaissent les formes de vassalité propres au féodalisme du IVe siècle.

### Héritage linguistique
Le terme français villa désignant une maison cossue dans un lieu de villégiature ou éventuellement une habitation individuelle de qualité située en banlieue, est un emprunt tardif à l'italien au XVIIIe siècle.
Le latin villa (rustica) a donné l'ancien français vile, ville d'où le français ville (prononcé [vilə] en ancien français) au sens tout d'abord de « domaine rural », attesté essentiellement dans les formations toponymiques médiévales en -ville, puis dès le Xe siècle au sens de « réunion de maisons habitées disposées par rue », et « village ». En revanche, le dérivé village n'est mentionné que tardivement.
Le mot vilain « paysan libre du Moyen Âge » est attesté au début du XIIe siècle et procède d'un latin tardif villanus (gallo-roman VILLANU) « habitant d'un village astreint à certains services », mais qui a évolué sémantiquement. La ville proprement dite est traduite par bourg ou cité, ce n'est qu'à la fin du Moyen Âge que le terme prend définitivement le sens qu'on lui connaît aujourd'hui.
Les toponymes en -ville sont sans rapport avec la période de l'Empire romain, sauf, peut-être, à de très rares exceptions près, mais qui ne sont validées par aucune attestation de cette époque. Ils correspondent pour l'essentiel à des formations médiévales, dont les plus précoces remonte vers le VIIe siècle, essentiellement sur la base d'anthroponymes germaniques (et scandinaves en Normandie) jusqu’au tout début du XIIe siècle.

## Typologies des villas romaines

### Diversité et complexité de la typologie

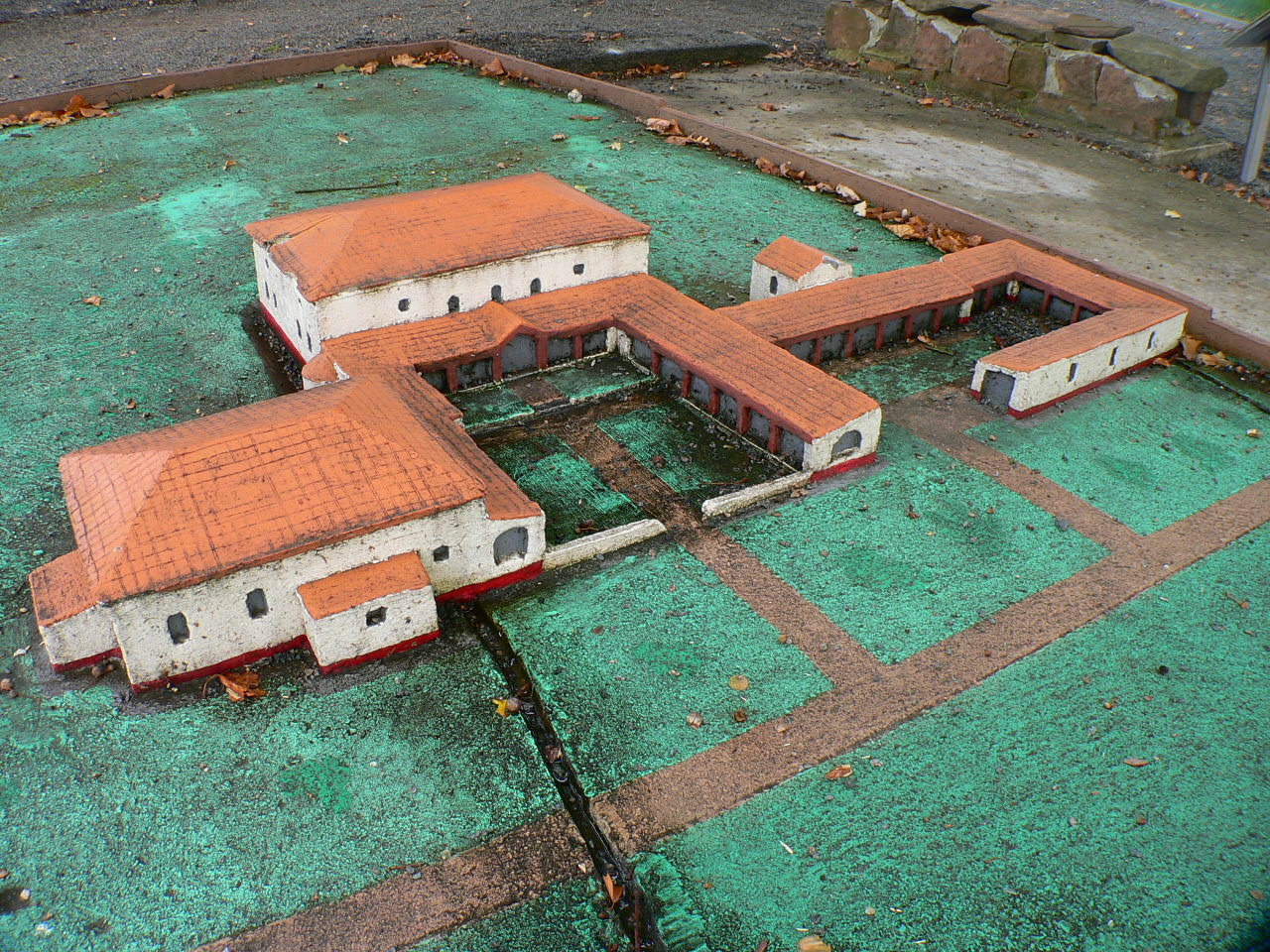
Villa rustica de type groupé. Modèle réduit de la villa d'Haselbourg en Allemagne.

On distingue, à l'époque romaine, la villa rustica (villa rustique) de la villa urbana (villa urbaine ou suburbaine). Les villas sont donc des habitations romaines situées hors de la ville. Pour Xavier Lafon, la villa est une construction privée qui abrite des activités agricoles, mais pas de façon systématique, et comprend un logement d'un certain confort pour le propriétaire : ainsi la villa se différencie de la simple chaumière (en latin : « tugurium ») et des cabanes dispersées dans l'espace rural.
Les habitations des villes sont désignées par d'autres mots comme « palais » (pour les souverains), « domus » (pour les plus riches), « insulae » (pour les plus modestes).

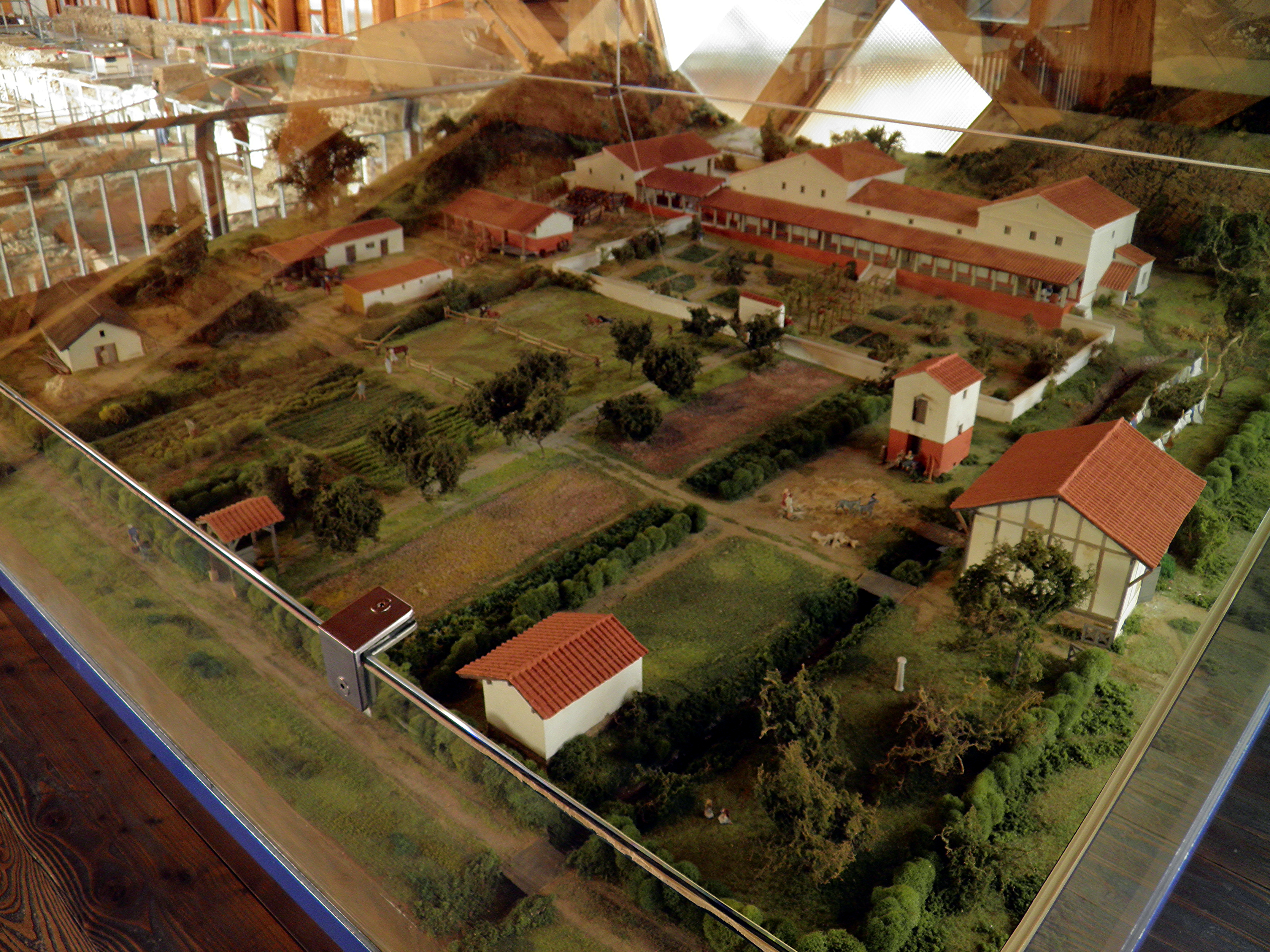
Villa rustica de type dispersé. Maquette de la villa de Neuenahr-Ahrweiler en Allemagne.

- Villa rustica : une exploitation agricole, où la partie résidentielle ne présente pas d'aménagements luxueux. La partie d'une grande villa rustica consacrée aux travaux agricoles (bâtiments d'exploitation et habitat du personnel) s'appelle la « pars rustica »[7]. La partie réservée au logement du maître s'appelle la « pars urbana »[7].

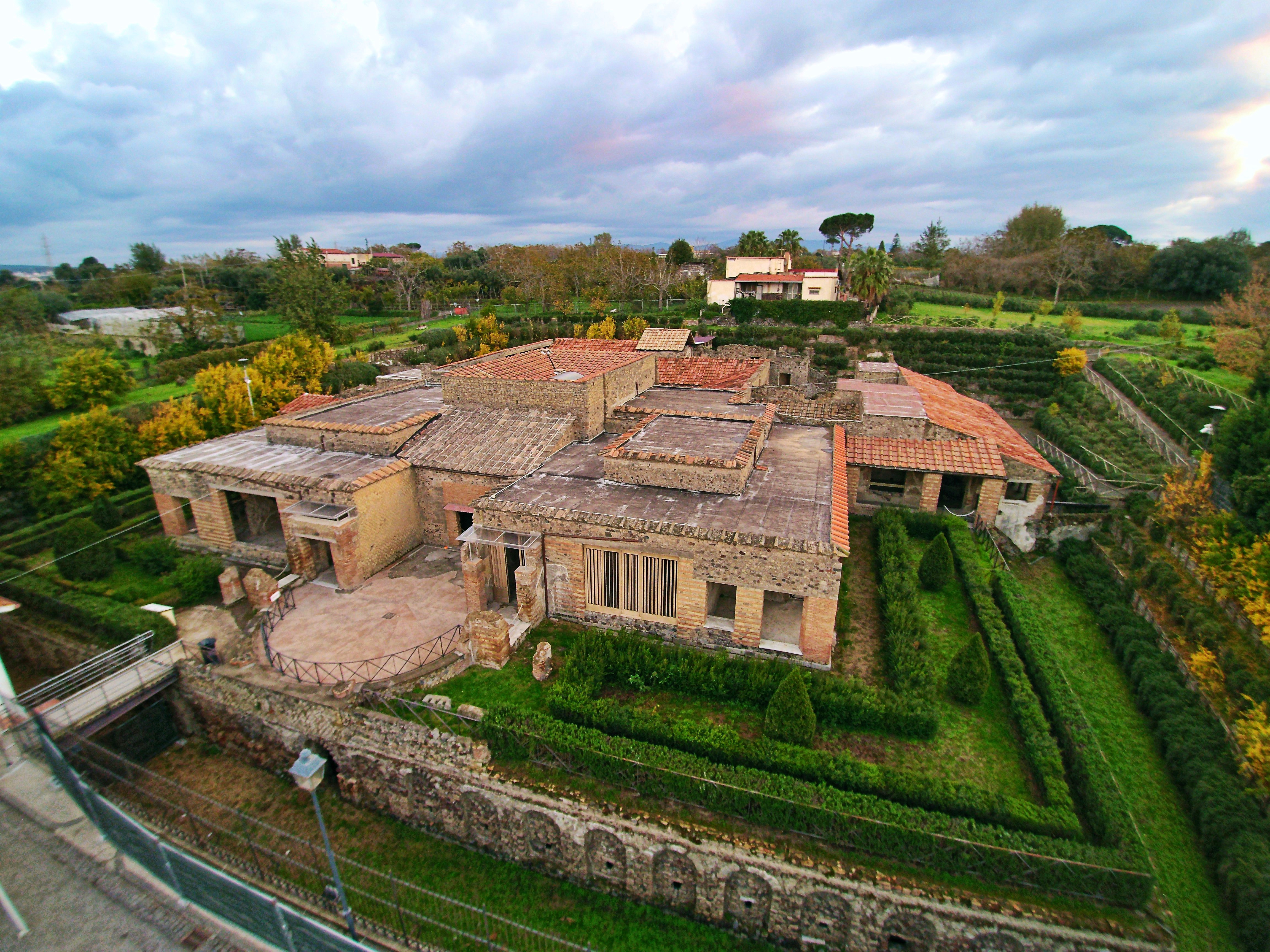
Villa des Mystères.

- Villa urbana : une résidence périurbaine, en dehors de la ville. La villa urbana se caractérise par un certain confort et un luxe dont témoignent les œuvres d'art (statues, mosaïques, fresques, etc.) que révèlent les fouilles archéologiques. Résidence de plaisance, elle est aussi un lieu de production. On distingue parfois les villas suburbaines, situées à proximité d'une ville comme la villa des Mystères au nord-ouest de la ville de Pompéi.

Villa maritima
- Villa maritime : type d'édifices de villégiature présente depuis la République romaine[8] dans les endroits les plus suggestifs des littoraux (par exemple sur la côte amalfitaine ou dans le golfe de Naples). Elles sont des lieux de pouvoir, de culture et de production[9]. Elles permettent d'exploiter les ressources de la mer et un terroir plus ou moins étendu[9].

On insiste désormais plus sur la diversité des exploitations, la définition même de la villa pouvant poser des problèmes tant au niveau supérieur — comment différencier une très grande villa d'une petite agglomération secondaire — qu'au niveau inférieur — à quel moment passe-t-on de la villa modeste à la ferme indigène aménagée ? D'après l'INRAP, « certaines villae, étendues sur plusieurs milliers de mètres carrés, s’apparentent à de véritables palais (villa urbana). D’autres, très modestes, ne comportent que quelques bâtiments. »

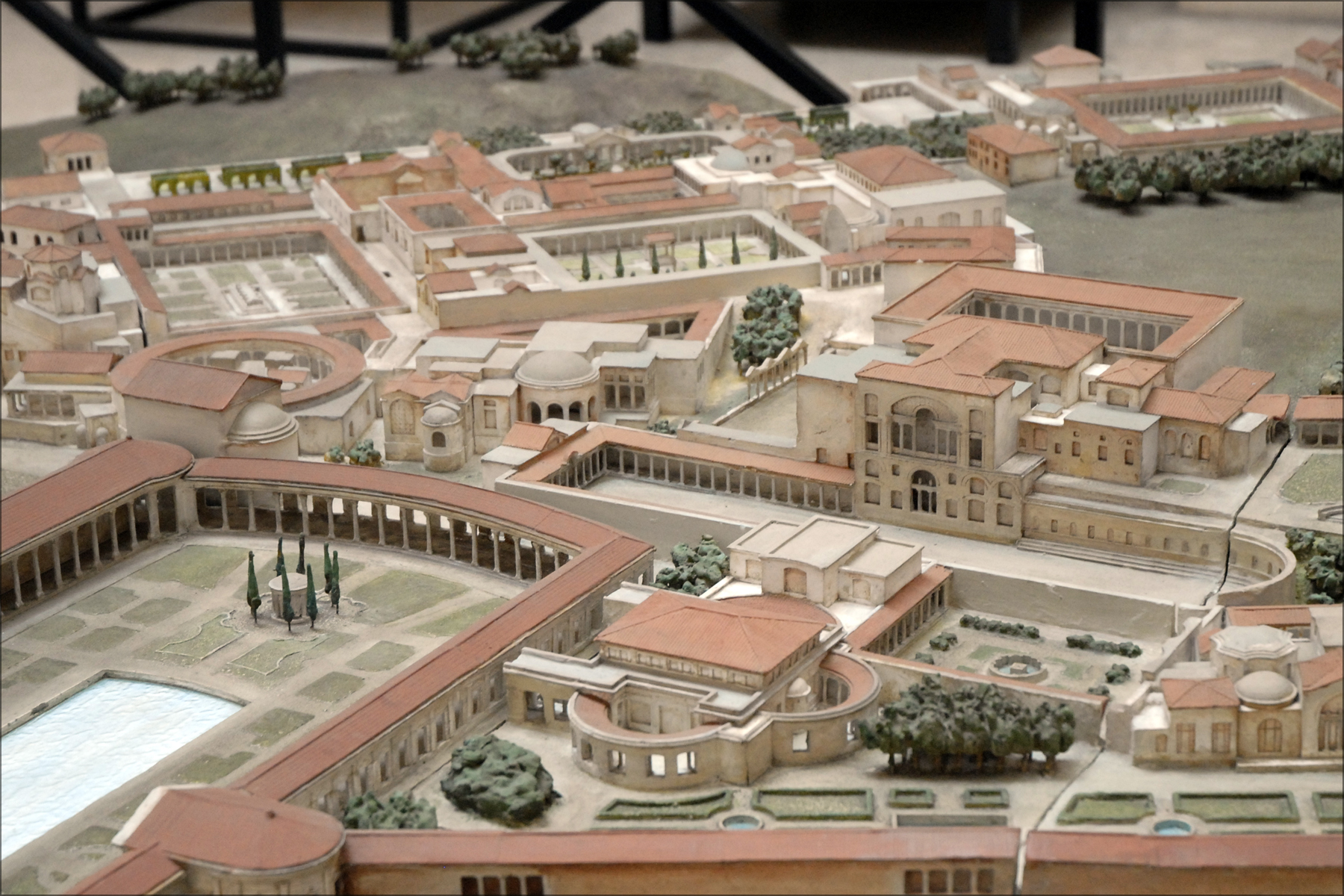
Maquette de la Villa d'Hadrien, Tivoli, Italie. Bien qu'étant située dans la campagne, hors de la ville de Rome, l'ensemble s'apparente davantage à un palais qu'à une villa.

D'autre part, le mot « villa » est empreint d'ambiguïtés liées à certaines appellations abusives : par exemple, la villa d'Hadrien (Tivoli) et la villa Jovis (Capri), bien que situées à la campagne, s'apparentent davantage, par leur monumentalité, à des palais impériaux plus qu'à des villas. Ensuite, l'expression latine « villa urbana » traduite en français par « villa urbaine » suggère qu'elle se trouve dans l'espace urbain, ce qui n'est pas le cas. Si l'on en croit Varron, les Romains eux-mêmes n'étaient pas tous d'accord sur la définition du mot « villa » qui était employé pour décrire des bâtiments très divers.
Enfin, le mot « villa » change de sens selon les aires géographiques et surtout selon les époques : les villas gallo-romaines ont leurs spécificités. Selon l'INRAP, en Gaule romaine, « le mot latin villa désigne un domaine foncier comportant à la fois des bâtiments d'exploitation et d'habitation. C’est en quelque sorte une grande ferme, située au cœur d’un domaine cultivé, qui appartient généralement à de riches propriétaires fonciers ». La villa mérovingienne puis carolingienne est un domaine rural médiéval ayant une unité juridico-économique, dont l'architecture et l'organisation sont différentes de celles de la villa romaine.
Xavier Lafon insiste sur le fait qu'« une surinterprétation des données textuelles et surtout une utilisation abusive des adjectifs comme urbana, rustica, etc., rendent les comparaisons difficiles d'une région à l'autre et aujourd'hui on préfère utiliser, avec un vocabulaire contemporain, des classements tenant compte principalement des surfaces occupées par les différents bâtiments. » Il distingue ainsi deux types principaux de villa : la villa de type groupé (bâtiments regroupés autour d'une cour) et la villa de type dispersé (bâtiments éparpillés dans l'espace rural, parfois reliés par des portiques).

### Recherches archéologiques et histoire de la villa romaine
Les recherches archéologiques récentes ont révélé un vaste spectre de situations très diverses : il est possible de dresser une typologie complexe des villages et il faut prendre en compte à leurs côtés de nombreuses exploitations agricoles plus simples mais nombreuses et qui ne leur sont pas nécessairement subordonnées. Ainsi une étude des villae autour d'Augustonemetum (actuelle Clermont-Ferrand) en territoire arverne révèle à côté de 134 villae (type A et B), 156 sites ne témoignant pas des aménagements esthétique ou luxueux qui permettent de parler de villa.
Le terme de « villa » apparaît relativement tôt en latin : on connaît une « villa publica » située près de Rome dès le Ve siècle av. J.-C. Si les grandes villae apparaissent de manière relativement précoce, les deux premiers siècles du haut-empire voient en général le réseau des établissements ruraux se densifier, un maximum étant souvent atteint au IIe siècle de notre ère, la période suivante témoignant le plus souvent d'une baisse dans le nombre d'établissements. La moyenne vallée de l'Hérault illustre bien cette dynamique. Les prospections révèlent une première densification des sites agricoles au Ier siècle av. J.-C., s'ajoutant à une occupation assez lâche. Le nombre maximal de nouvelles implantations se trouve dans la première moitié du Ier siècle, il est complété par une dernière vague de création de sites entre 50 et 100.
À partir de la seconde moitié du IIe siècle, le nombre d'exploitations révélées par les prospection diminue. « À la fin du IIIe siècle, seuls subsistent moins de 40 % des établissements qui étaient occupés aux alentours des années 100 ». Les causes de cette évolution assez générales sont discutées : conséquences de changements économiques ? d'une concentration de la propriété foncière ? ou conséquences d'un changement démographique (on se situe après la peste antonine) ? Il faut prendre garde aussi à ne pas masquer des évolutions locales et régionales parfois très diverses derrière un constat très général.
La villa romaine ne peut donc pas résumer à elle seule l'évolution et la romanisation des campagnes des provinces de l'empire. Elles n'en restent pas moins un élément significatif qui ne doit pas nécessairement être vu comme le signe d'une rupture avec l'époque antérieure.
Ainsi « les villae gallo-romaines de la plaine de la Limagne ne résultent bien souvent que d’un habillage “à la romaine” de structures préexistantes appartenant à l’élite arverne. » Elles témoignent aussi de l'intégration des territoires ruraux dans un cadre social et économique transformé.
Si les villae ne se répartissent pas de manière préférentielle sur certains terroirs et ne se trouvent pas qu'à proximité des centres urbains, l'analyse spatiale des réseaux de villa met souvent en évidence l'importance de la proximité avec un axe de communication routier ou fluvial. Les propriétaires devaient par ailleurs contribuer à l'entretien des routes. La grande villa de Tourmont dans le Jura peut constituer un exemple de cette proximité entre villa et route, située sur la voie Lyon-Strasbourg, elle se trouve entre l'emplacement de deux bornes milliaires. Cette constatation archéologique recoupe les indications des autres sources historiques. Varron précisait que la proximité avec une route praticable ou avec une voie navigable augmentait la valeur d'une terre.

## Villa urbana

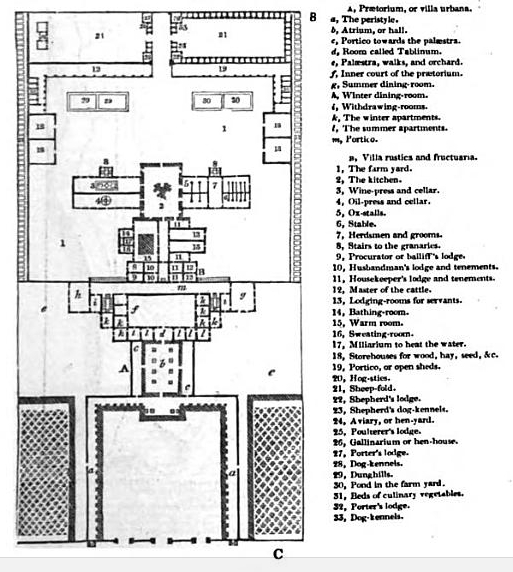
Villa urbana.

### Lavilla urbana, une habitation aristocratique
La villa urbana est un lieu de séjour d'agrément à la campagne doté d'un aménagement de qualité et même de luxe, comme en témoignent les correspondances de Cicéron ou de Pline le Jeune : mobilier de prix, mosaïques, marbres, piscine, gloriette et pièces dédiées à un point de vue esthétique sur le paysage, jardins et bassins, autant de manière d'aménager à la campagne un lieu qui combine le confort de la vie urbaine et le charme d'une nature domestiquée, idéal de la civilisation antique.

### La villa suburbaine

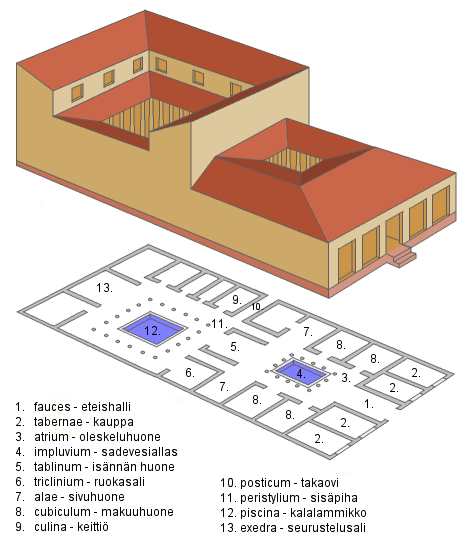
Plan et maquette d'une villa de type pompéien.

Au sens strict, le suburbium débute dès que l’on a franchi la muraille urbaine et la bande du pomerium. Les villas suburbaines sont construites en dehors de la ville, mais à proximité de celle-ci, pour pouvoir pratiquer les activités politiques et économiques liées à la cité : c'est le cas par exemple de la villa des Mystères et de la villa de Diomède sur le site archéologique de Pompéi, mais situées à l'extérieur des remparts. Les habitations aristocratiques qui se trouvent à l'intérieur des remparts sont désignées comme des maisons (domus) : par exemple, à Pompéi, la maison du Faune, la maison de Julia Félix, etc.
La villa suburbaine combine des pièces pour le maître et sa famille ainsi que des logements des esclaves et des ateliers.
Les villes du suburbium romain abritaient une forte concentration de villas aristocratiques sur le littoral (villas maritimes de la baie de Naples), sur les sommets des monts Albains (Castel Gandolfo, Tusculum, etc.) ou sur les pentes des monts Sabins (Tivoli à proximité de la Villa d'Hadrien,et Palestrina).

### Ladomus
Située en ville au milieu d'insulae, la domus, parfois improprement désignée par l'expression « villa suburbaine », était réservée, par sa superficie, à une famille riche. Cette habitation se composait d'un à deux niveaux ; elle occupait pratiquement toute la parcelle de l'insula.
La première partie, sur la rue, était composée d'échoppes (tabernae) (2) (généralement louées à des artisans et marchands avec la pièce supérieure) encadrant le vestibule d'entrée (fauces) (1). Le visiteur atteignait ensuite l'atrium (3), pièce à demi protégée par un toit. L'ouverture du toit permet à l'eau de pluie de remplir le bassin (impluvium) (4), élément central de l'atrium. De chaque côté sont distribuées les pièces de réception (salle de réunion ou tablinium (5), salon ou œcus, salle à manger (6) ou triclinium) ainsi que les cuisines (9), et des chambres à coucher (cubicula) (8). La chapelle domestique (lararium ou laraire) occupe un angle de l'atrium (7).
Au fond de la villa se trouvaient éventuellement des bains (l'habitude étant de se rendre aux thermes publics) et/ou un petit jardin (hortus) entouré d'une colonnade (11) et parfois décoré d'un bassin (12) ou d'une fontaine. À l'étage, de petites pièces de réception et des chambres.

Exemple de villa à Pompéi
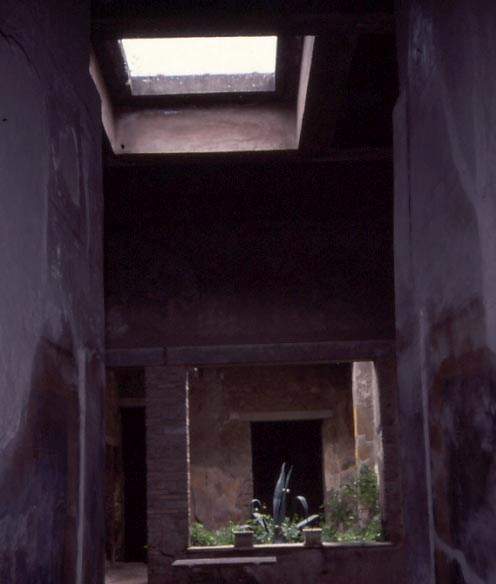
Atrium.
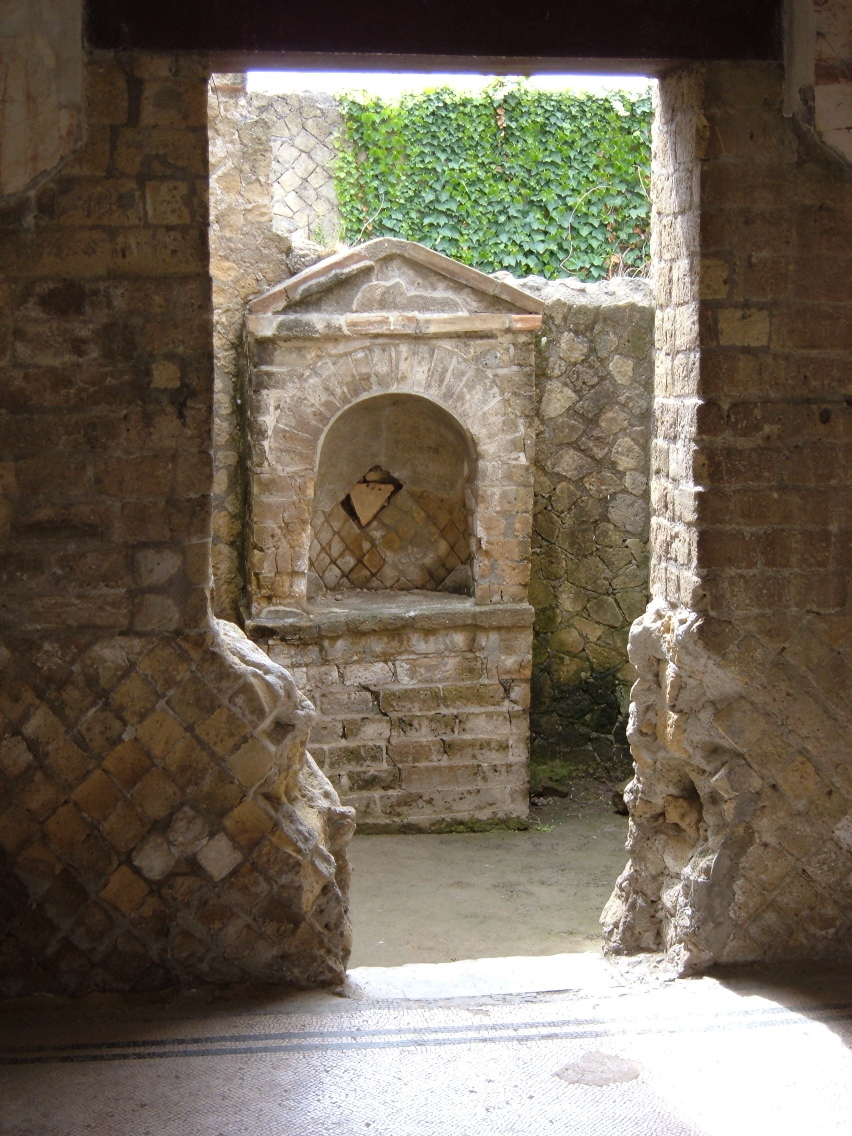
Autel domestique.
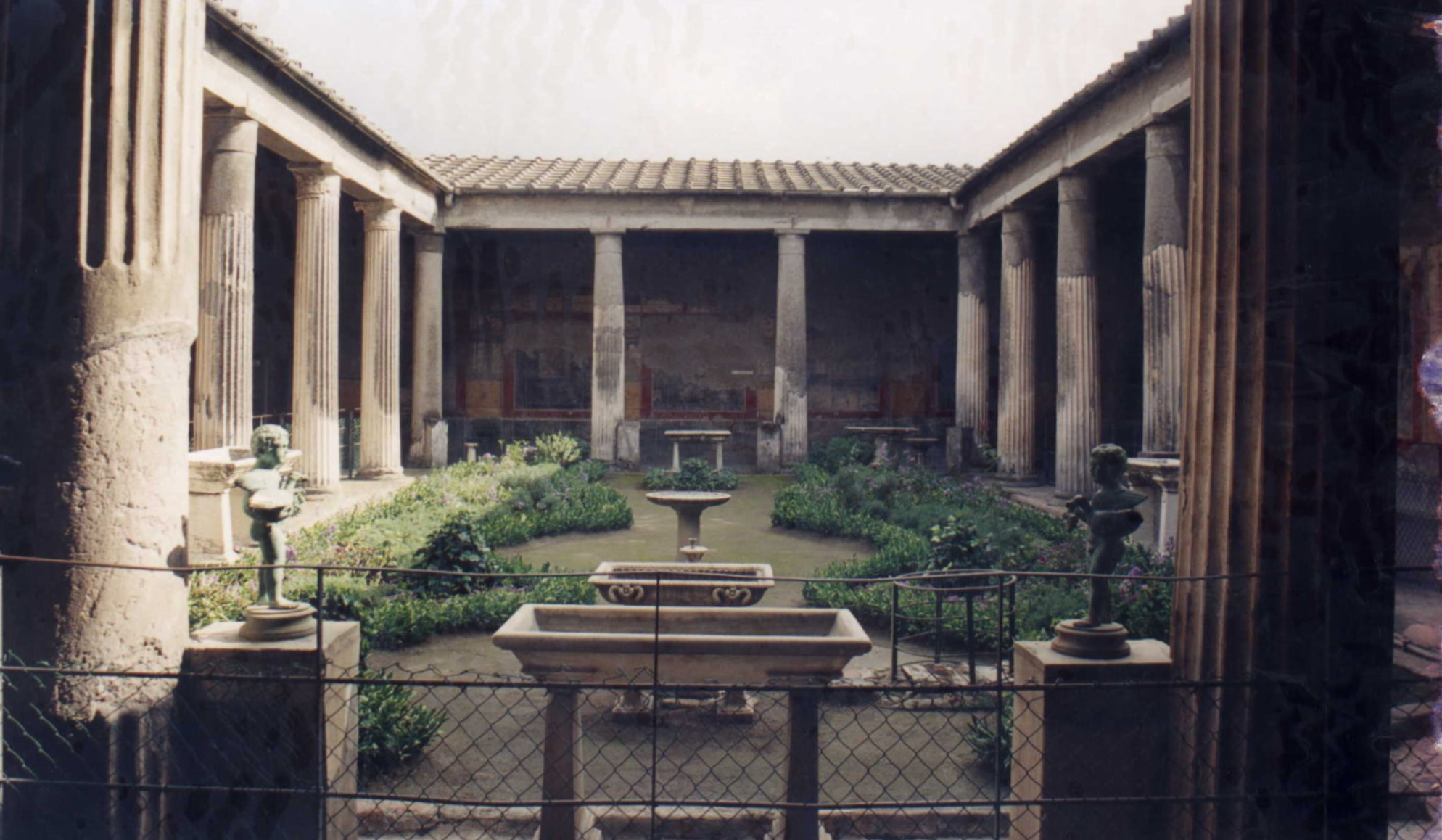
Jardin et colonnade de la maison des Vettii.

### La villa maritime, un type devilla urbana

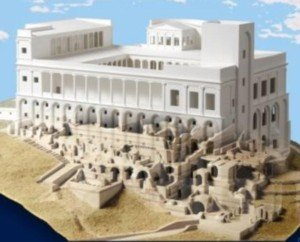
Reconstitution d'une villa maritime impériale : la Villa Jovis, Capri, Italie.

Les premières villas maritimes apparaissent dès le IVe siècle av. J.-C. et sont des lieux de pouvoir, de culture et de production. Elles permettent d'exploiter les ressources de la mer et un terroir plus ou moins étendu. Elles sont aussi des lieux de plaisance : les villas maritimes se caractérisent par leur plan en longueur et le portique de la façade tourné vers la mer. Ouverte vers l'extérieur, la façade permettait de contempler la Méditerranée.
Sous la République romaine, les villas maritimes se concentrent sur les rivages de trois régions d'Italie : Latium, Etrurie et Campanie. Sous l'Empire, de nouvelles villas maritimes sont construites dans toute l'Italie, en particulier sur les rives des lacs de Côme, de Garde et Bracciano.

## Villa rustica

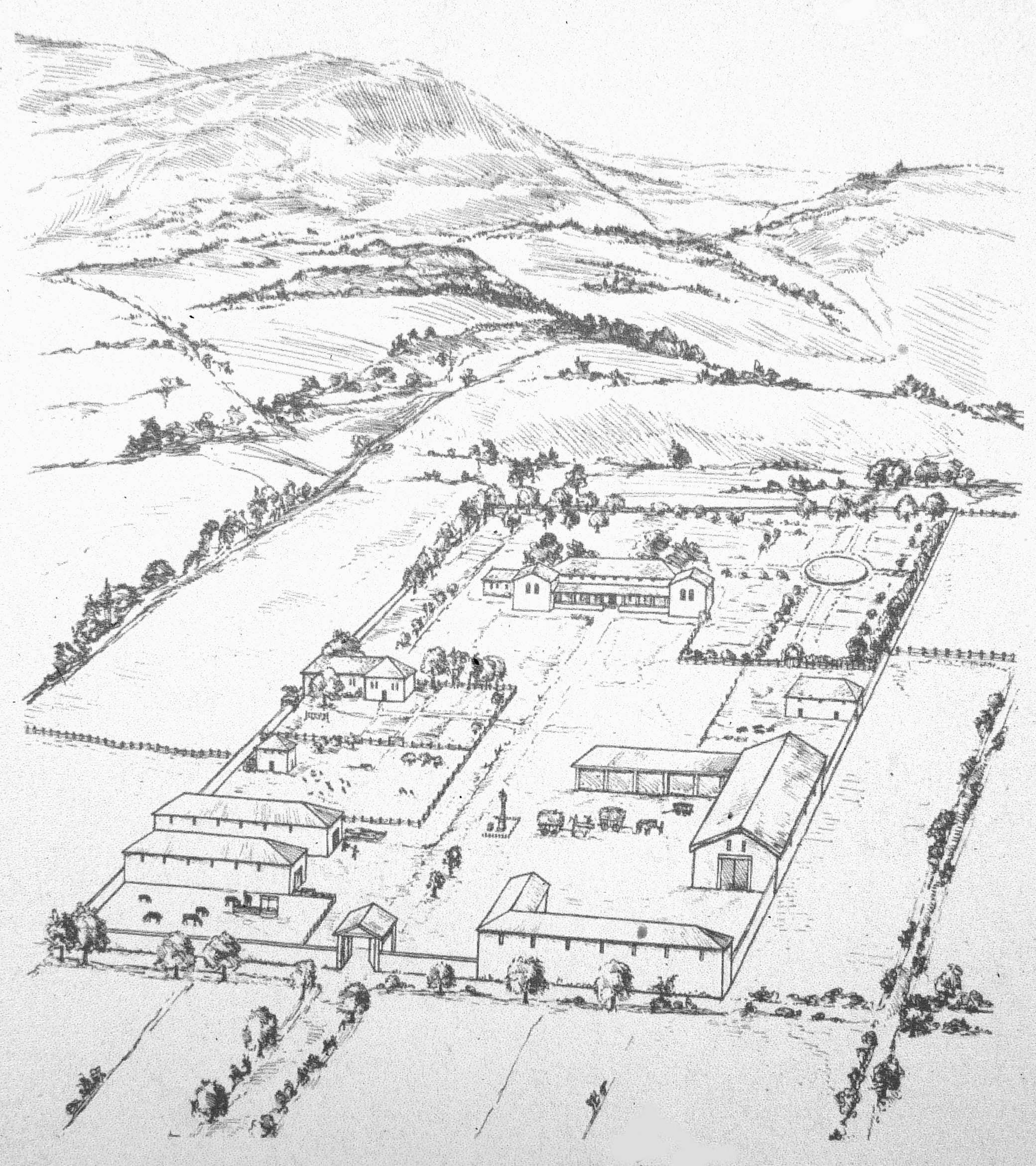
Villa rustica.

La Villa rustica (au pluriel : villae rusticae) est une villa romaine qui était consacrée aux travaux agricoles, située dans l'espace rural. Ce type d'exploitation agricole est apparu en Italie dans les derniers siècles de la République romaine, puis s'est diffusé dans tout l’Empire romain. Les fouilles archéologiques en ont repéré des dizaines de milliers dans tout le monde romain antique.

### Architecture et organisation

#### Pars urbana
On appelle pars urbana ou praetorium, la partie d'une villa rustica qui était réservée à la résidence du maître. La pars urbana était donc au centre d'une entreprise agricole (mais pas nécessairement un latifundium) et se composait généralement d'un bâtiment principal et d’une cour au centre. La maison principale était construite généralement dans un style classique. Elle pouvait être somptueusement aménagée. L'avant s'est subdivisé en tours d'affilage plus ou moins hautes et en portique. On y accédait par un portique conduisant à une cour intérieure. La pars urbana pouvait disposer de bains chauffés ; il existait également un chauffage de plancher (hypocauste).

#### Pars rustica
L'architecture des pars rusticae est bien moins connue que celle des parties résidentielles, pars urbana : d'une part, longtemps la partie agricole fut négligée par les fouilles plus soucieuses de retrouver de beaux objets que la trace d'un quotidien trivial et, d'autre part, les bâtiments qui la composent sont parfois moins bien conservés ou moins facilement identifiables.
La composition de la pars rustica est donc variable. Elle dépend en partie du type de cultures pratiquées : pressoirs (pour l'huile et le vin), celliers, greniers, étables, écuries, volières, ateliers de réparation, ateliers de céramique (amphores et tuiles), logement des esclaves sont quelques-uns des bâtiments que l'on peut s'attendre à retrouver. Les pressoirs sont assez souvent conservés en partie et facilement identifiables en raison des deux grandes pierres qui soutenaient l'axe du pressoir, appelées les jumelles, et qui sont souvent restées en place en raison de leur taille. Elles permettent ainsi d'identifier nombre d'huileries en Afrique romaine. La fouille minutieuse d'une pars rustica peut donc apporter des données considérables sur l'économie agricole romaine : ainsi la fouille de la villa esclavagiste de Settefinestre, vers Cosa en Étrurie, reste comme un modèle et une référence.

### Utilisations desvillae rusticae
Les maîtres de maison (dominus) de ces villae rusticae sont souvent de riches propriétaires qui en confient l'administration et le bon fonctionnement à un intendant (vilicus) qui est un de leurs affranchis ou un esclave. Dans les provinces, les villae qui se trouvent autour des colonies appartiennent aux notables de la cité, parfois des vétérans, parfois des notables locaux romanisés. Les plus riches, tels les sénateurs et d'autres hauts personnages politiques, comme les membres de l'ordre équestre possédaient de nombreuses villae rusticae, puisque leur position sociale dépendait en dernier lieu de leur cens, c'est-à-dire de leur patrimoine foncier. Soucieux de la mise en valeur de leur terre, ils n'en étaient pas moins attachés à un mode de vie fastueux et utilisaient leur villa comme de grandes maisons de campagne, souvent équipées luxueusement et servant au séjour d'été : il s'agit de la pars urbana. Compte tenu du mode de vie de ces grands personnages et du nombre de villas qu'ils possédaient, la pars urbana n'était pas très souvent occupée dans de nombreuses villae, elle témoignait cependant, face à la pars rustica de la puissance du maître et de son arrivée toujours possible.
Ajoutés aux découvertes archéologiques, les textes des agronomes latins, comme Caton l'Ancien, Varron, Columelle ou Palladius nous permettent d'imaginer le fonctionnement de la pars rustica ; ils peuvent parfois être complétés par d'autres documents, comme des mosaïques détaillant les travaux des champs.
À la fin de l'époque républicaine, les villae rusticae basées sur une exploitation intensive et réfléchie du travail servile étaient capables d'une productivité forte et furent consacrées à des cultures spéculatives (vignes, oliviers) sur des superficies moyennes. Il faut les distinguer à cet égard du latifundium, très grande exploitation et comprendre qu'aucune de ces formes d'exploitation agricole ne représenta l'ensemble des exploitations, ne serait-ce qu'en raison de la diversité géographique de l'Italie romaine. Les villae rusticae avaient aussi besoin de main-d'œuvre saisonnière que pouvaient fournir des exploitations individuelles voisines (petits propriétaires). Si l'évolution de l'économie romaine et du système esclavagiste romain reste un objet de débat chez les historiens, il semble que le système purement esclavagiste fut sérieusement concurrencé par la mise à ferme (lotissement de colons), système pratiqué par Pline le Jeune. Les provinces ne connurent sans doute jamais une présence aussi forte de la villa rurale esclavagiste.

## Variété géographique

### Italie
La villa d'Hadrien de l'empereur Hadrien à Tivoli n'est pas, à proprement parler, une villa, mais un palais impérial aux dimensions grandioses.

### Gaule
Les villae gallo-romaines de l'intérieur de la Gaule (hors de la périphérie méditerranéenne, soit, en gros, la province de Narbonnaise) ne sont pas des imitations strictes du modèle prévalant en Italie. Elles présentent une organisation spatiale héritée des fermes gauloises antérieures à la conquête, caractérisée par la dispersion des bâtiments autour d'une très vaste cour centrale (qui contraste avec le plan « ramassé » des fermes italiennes). Les différences de plan observées à l'intérieur de la Gaule suggèrent le développement d'écoles régionales.
En Gaule franque, le terme perdure dans la toponymie (cf. cartulaire de Saint-Cyprien) jusqu'à la fin de l'époque carolingienne.
Les villae ou curtis, mérovingiennes et carolingiennes, rappellent le modèle des villae gallo-romaines de type latifundiaire. Elles serviront de matrice aux premières seigneuries ou fiefs locaux vivant en autarcie agricole et artisanale.

### Bretagne (actuel Royaume-Uni)
Les villae de Grande-Bretagne ressemblent à celles de la Gaule, avec toutefois des particularités propres à cette province.
- Villa romaine de Brading (en) (île de Wight)

## Exemples

### Villae rusticaetrouvées
- Villa rustica de Settefinestre
- Villa rustica de Bingen
- Villa rustica de Zimmerhof
- Villa rustica de Löffelbach
- Villa rustica de Hechingen-Stein
- Villa rustica de Eschweiler
- Villa rustica de östlichen Landkreis
- Villa rustica de Lemud (Moselle)
- Villa rustica d'Andilly-en-Bassigny (Haute-Marne)
- Villa rustica de Liège
- Villa rustica de Grécemey (Moselle)
- Villa rustica de Sainte-Nitasse près d'Auxerre

### Exemples en France
- Villa gallo-romaine du Champ du Palais (Bugeat)
- Villa gallo-romaine de Maisonnières (Gioux)
- Villa gallo-romaine des Cars (Saint-Merd-les-Oussines)
- Villa gallo-romaine de Montmaurin
- Villa gallo-romaine de Montcaret
- Villa gallo-romaine de Loupian
- Villa gallo-romaine de Séviac
- Villa gallo-romaine de Lalonquette
- Villa gallo-romaine de Saint-Cyr-sur-Mer (villa maritima) et musée gallo-romain de Tauroentum
- Villa romaine de Mané-Véchen
- Villa romaine de Bapteste
- Villa de Saint-Laurent-d'Agny
- Villascopia, villa de Lamarque
- Villa de Licinius de Clonas-sur-Varèze

### Exemples en Belgique
- Villa gallo-romaine de Basse-Wavre
- Villa gallo-romaine de Mageroy à Habay-la-Vieille[17].
- Villa gallo-romaine de Malagne

### Exemples en Espagne
- En 2004, la villa romaine de Noheda a été fouillée à Villar de Domingo García mettant au jour la « plus grande mosaïque figurative du monde[18] ». Cette villa s'étendait sur 10 hectares. La mosaïque[19], impressionnante par la variété de ses décorations, par son état de conservation et par ses dimensions, en recouvrait le triclinium. Elle est ouverte à la visite du public depuis 2019.

### Exemples au Portugal
- Villa de Milreu

### Exemples en Suisse
- Villa gallo-romaine d'Orbe-Boscéaz
- Villa gallo-romaine de Vallon
- Villa gallo-romaine de Pully
- Villa gallo-romaine de Zofingue
- Villa gallo-romaine de Seeb
- Villa romaine de Munzach

### Exemple au Luxembourg
- Villa gallo-romaine de Goeblange-Miecher
- Villa gallo-romaine d'Echternach
- Villa gallo-romaine Helmsange
- Villa gallo-romaine de Mersch (seul la bassin et les hypocaustes subsistent)